# Pilos de l'Èlida
Pilos (en grec antic: Πύλος, llatí: Pylus) era una ciutat de l'Èlida situada a les muntanyes entre Elis i Olímpia, a prop d'on el riu Ladó desaigua al Peneu. Correspon probablement a unes runes que hi ha a Agrapidokhóri. Pausànias diu que es trobava a 80 estadis d'Elis.
La llegenda diu que la va fundar Pilas, fill de Clesó de Mègara després d'haver fundat una altra Pilos a Messènia d'on n'havia estat expulsat per Peleu. Hèracles va destruir aquesta Pilos, però després va ser reconstruïda per Elis, però sembla que la ciutat que Hèracles va destruir era la Pilis de Messènia. L'any 402 aC els espartans la van ocupar, segons diu Diodor de Sicília. El 366 aC s'hi van establir demòcrates exiliats d'Elis per fer la guerra contra aquesta ciutat, diu Xenofont. Quan la va visitar Pausànias era una ciutat en ruïnes i semblava abandonada de feia molt de temps. Pausànies refereix una tradició que deia que Homer havia parlat de la ciutat.